# 유리섬유

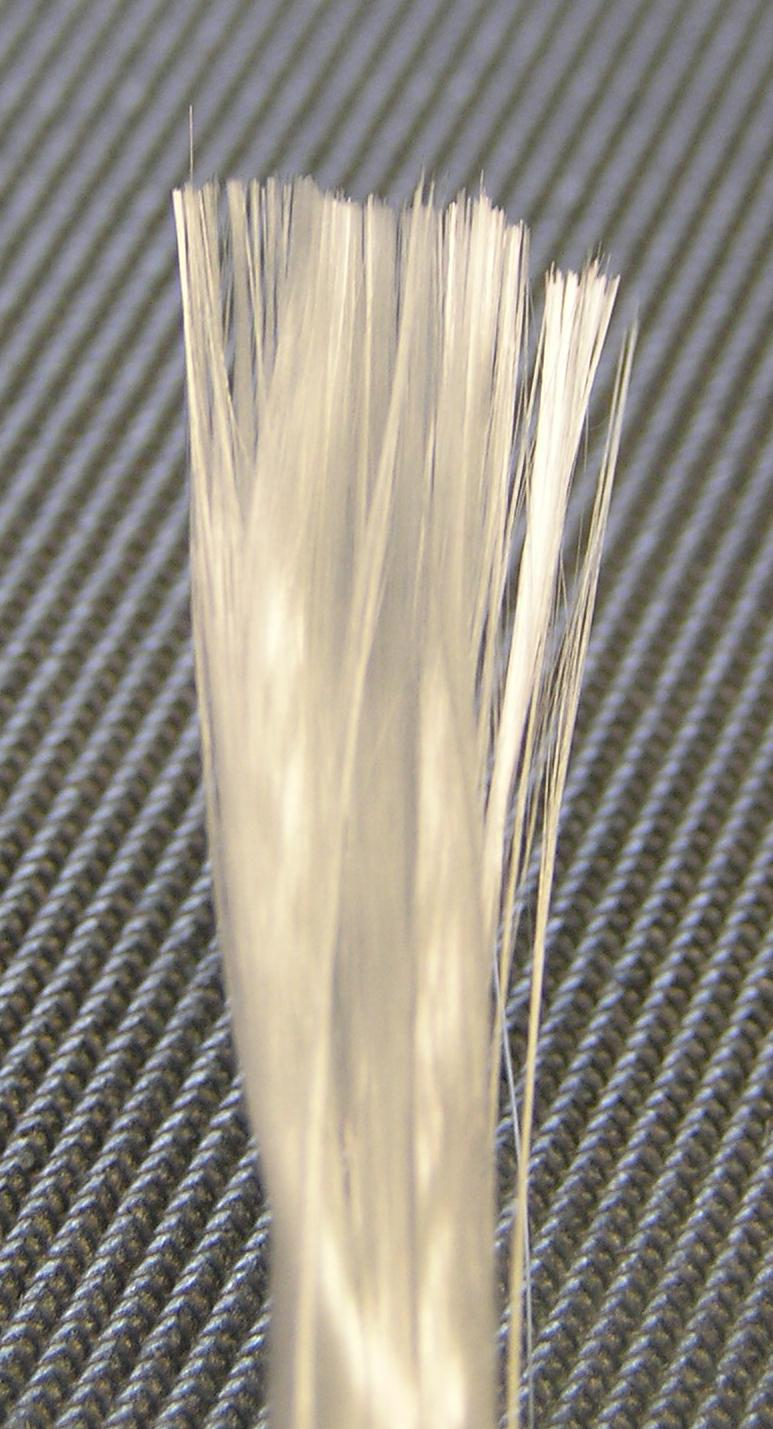
유리섬유의 묶음

유리섬유 또는 글래스 파이버(영어: glass fiber, glass fibre)는 유리의 수많은 극세 섬유로 이루어진 물질이다.
역사적으로 유리 제조자들은 유리섬유를 가지고 실험해 왔으나 유리섬유의 대량 제조는 더 세밀한 기계 도구의 발명을 통해서만 가능해졌다. 1893년, 에드워드 드러먼드 리비는 세계 컬럼비아 전시회에서 드레스를 전시하였는데 명주 섬유의 지름과 텍스처를 갖춘 유리섬유가 들어갔다. 유리섬유는 펠레의 털처럼 자연 발생할 수도 있다.

## 개요
백금도가니에서 녹인 유리를 도가니에 뚫린 작은 구멍을 통해 고속으로 뽑아 내면 유리섬유가 만들어진다. 이렇게 해서 만들어진 굵기 200분의 1정도의 가는 섬유는 판유리나 유리그릇에 비해 열이나 약품에 훨씬 강하며 탄력성이 높다.
그 때문에 소방복·축전지 등에 쓰이며 섬유를 짧게 잘라 단열재(斷熱材)로서도 사용한다. 또 이 유리섬유의 표면을 광선이 투과하지 않는 물질로 씌우면 광선을 통과시키는 파이프가 된다. 이 파이프는 자유로이 구부릴 수 있으므로 위(胃)카메라 등의 광학 유리섬유로서 새롭게 개발되고 있다(〔그림〕－6). 또한 이 섬유가 가진 내열·내약품성·내탄성(耐彈性) 등을 이용하여 여러 가지 방면으로 쓰이고 있다. 예를 들면 플라스틱과 혼합한 강화(强化)플라스틱은 보트(boat)·낚싯대 등이다.

## 재활용
유리섬유 단열재 제조사들은 재활용한 유리를 사용할 수 있다. 재활용 유리섬유는 최대 40%의 재활용 유리를 포함한다.

## 같이 보기
- 탄소 섬유
- BS4994
- 복합 재료
- 광섬유
- 섬유유리(영어판) : 유리섬유를 사용해 만든 섬유강화플라스틱의 일종.